# Naravni park Sintra-Cascais
Naravni park Sintra-Cascais je park na portugalski rivieri, eden od 13 naravnih parkov Portugalske. Čeprav ga je portugalska vlada leta 1994 ustanovila kot naravni park, je zavarovan od leta 1981. Njegovo območje meri približno 145 km². Park vključuje gorsko verigo Serra de Sintra, vendar se razteza vse do obale in Rta Roca, najzahodnejše točke celinske Evrope. Vsebuje Mavrski grad. Naravni park Sintra-Cascais, ki leži 25 km od Lizbone, je priljubljeno turistično območje s številnimi različnimi posameznimi zgodovinskimi in naravnimi znamenitostmi. Sintra in Cascais sta mesti in občini na obali Lizbone/Estoril.

## Zanimivosti v parku
- Anta de Adrenunes; domnevajo, da gre za kamenodobno grobnico ali megalitski spomenik. Gre za strukturo, sestavljeno iz grozda granitnih kamnov, med katerimi je približno 5 metrov visoka galerija, nad katero so monoliti, ki vodoravno ležijo na navpičnih kamnih.
- Azenhas do Mar; obmorsko mesto (stanovanjska soseska) v občini Sintra; je del civilne župnije Colares.
- Rt Roca; je rt, ki tvori skrajno zahodno točko hribovja Sintra v celinski Portugalski in Evropi.
- Mavrski grad; je srednjeveški grad na hribu v osrednji portugalski civilni župniji Santa Maria e São Migue.
- Brunarica in vrt grofice Edle, znana tudi kot Casa do Regalo leži na zahodni strani parka, ki obdaja palačo Pena, in so del kulturne krajine Sintra, ki jo je UNESCO od leta 1995 uvrstil na seznam svetovne dediščine.
- Samostan kapucinov (Sintra) uradno pa Convento da Santa Cruz da Serra de Sintra ('samostan svetega križa v gorah Sintra'), je zgodovinski samostan, sestavljen iz majhnih trgov in javnih prostorov v civilni župniji São Pedro de Penaferrim v občini Sintra.
- Sipina Cresmina se razprostira se na 66 hektarjih in je del sistema sipin Guincho-Oitavos.
- Narodna palača Sintra, imenovana tudi mestna palača (Palácio da Vila), je današnja zgodovinska hiša muzej; je del kulturne krajine Sintre, ki je na Unescovem seznamu svetovne dediščine.
- Palača Pena je romantični grad v São Pedro de Penaferrim, v občini Sintra; palača je na Unescovem seznamu svetovne dediščine in je eno od sedmih čudes Portugalske. Za državne priložnosti jo uporablja tudi predsednik Portugalske republike in drugi vladni uradniki.
- Praia do Guincho (Plaža Guincho) je atlantska plaža na portugalski obali Estoril, 5 km od mesta Cascais.
- Palača Monserrate je razkošna vila v bližini Sintre, tradicionalnega poletnega letovišča portugalskega dvora; je del kulturne krajine Sintre, ki je na Unescovem seznamu svetovne dediščine.
- Quinta da Regaleira je posestvo (quinta) v bližini zgodovinskega središča mesta Sintra na Portugalskem. UNESCO jo je uvrstil na seznam svetovne dediščine znotraj Kulturne krajine Sintre.
- Quinta da Ribafria je posestvo blizu Sintre; UNESCO jo je uvrstil na seznam svetovne dediščine znotraj Kulturne krajine Sintre.
- Palača Ramalhão; v tej palači je po letu 1802 pogosto bivala D. Carlota Joaquina Španska in kamor je bila izgnana, potem ko ni hotela priseči na ustavo iz leta 1822.
- Svetišče Peninha stoji na nadmorski višini 448 metrov na vrhu skalnega osamelca, ki ponuja razgled na obalo in celinska območja. Poleg baročne kapele, dokončane leta 1710, je na lokaciji palača Peninha iz leta 1918, pa tudi ostanki puščavnice.
- Palača Seteais je neoklasicistična palača v Sintri, ki deluje kot luksuzni hotel, znan kot Tivoli Palácio de Seteais Hotel. Palača je nacionalna znamenitost in je vključena na Unescov seznam svetovne dediščine znotraj Kulturne krajine Sintre.

## Galerija
- Znak po vstopu v park, blizu Cascaisa
- Guincho, znana plaža v bližini Cascaisa, v daljavi viden Rt Roca.
- Rt Roca, blizu Sintre
- Palača Pena stoji na hribu nad Sintro